# Antiphiona
Antiphiona là một chi thực vật có hoa trong họ Cúc (Asteraceae).

## Loài
Chi Antiphiona gồm các loài: